# Flávio Gadelha
Flávio Gadêlha (Recife, 26 de fevereiro de 1957) é um artista plástico Pernambucano, considerado um importante expoente das artes em Pernambuco.

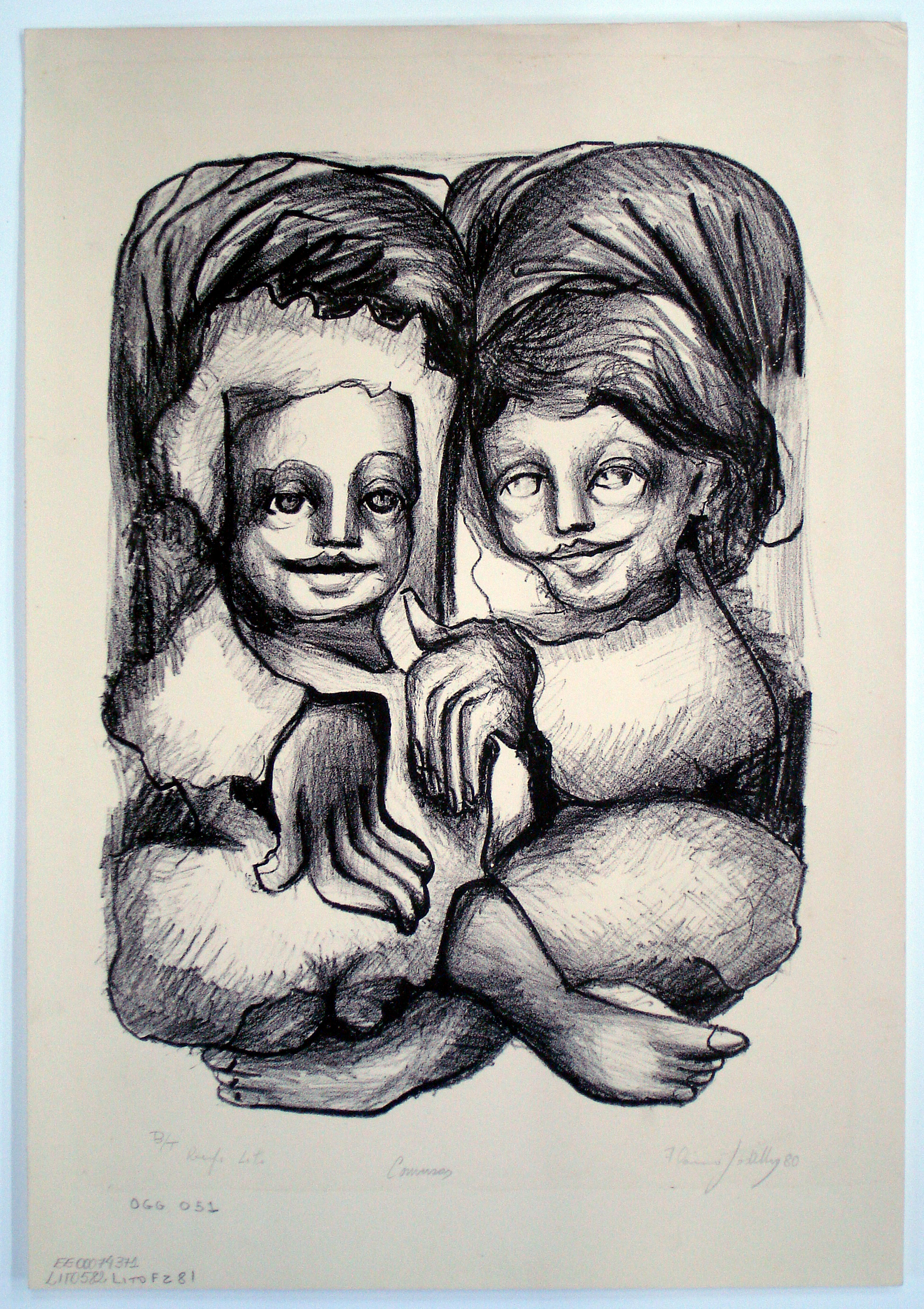

Suas técnicas especializadas são: gravura (litograficas), pintura e escultura. Atualmente, o artista é membro da Academia de Letras e Artes do Nordeste.

## Biografia

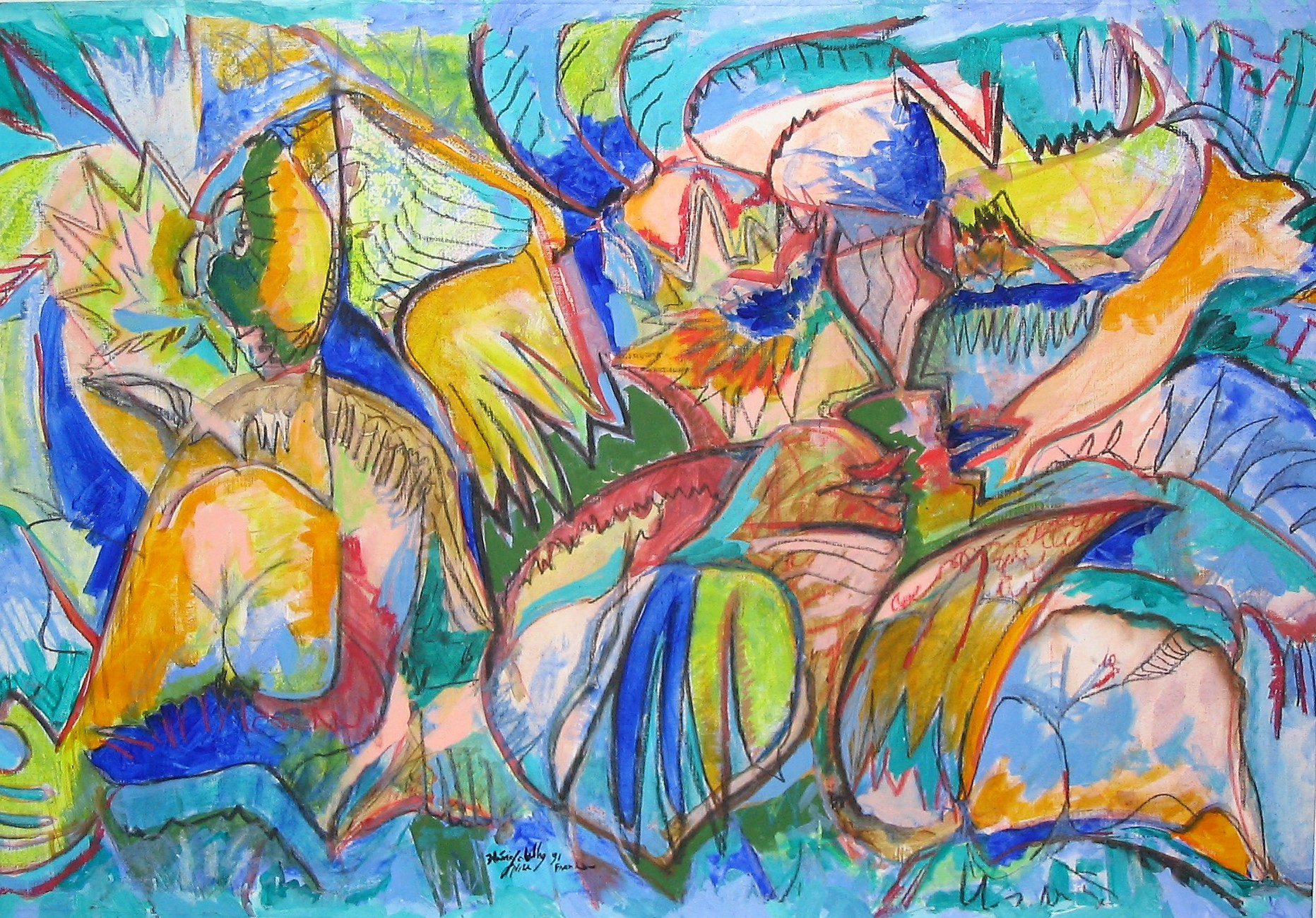

Flávio Augusto Viana Gadêlha iniciou sua formação artística na Universidade Federal da Paraíba - UFPB, em João Pessoa, entre 1966 e 1974. Mudou-se para o Recife e estudou na Escolinha de Arte, de 1975 a 1977, e, em 1982, licenciou-se em artes plásticas pela Universidade Federal de Pernambuco - UFPE. Entre 1985 e 1987, fez curso de restauração em obras de arte, no Centro de Restauração de Obras de Arte da Catalunha, em Barcelona, Espanha. Tornou-se restaurador do Museu do Estado de Pernambuco em 1987.
Aos dezesseis anos, foi considerado o artista mais jovem a participar da Bienal de São Paulo de 74. Uma de suas esculturas foi adquirida pelo Museu de Artes Brasileira. Durante sua carreira participou também de exposições internacionais em Porto, Barcelona, Buenos Aires, Atlanta e Georgia. Em 2020, teve retrato pré-selecionado para o BP National Portrait Gallery Award (2020) no Reino Unido.

## Prêmios
- 1º lugar em desenho, Jornal do Commercio (Recife) (1968)
- 1º lugar em artes plásticas, Salão de Arte Infantil – UFPB, João Pessoa (Paraíba) (1968)
- Prêmio Diário de Pernambuco, Recife (1970)
- Troféu honra ao mérito homenagem Diario de Pernambuco, Recife PE (1973)
- Prêmio de aquisição da Rede Globo, Salão de Arte Global, Recife PE (1975)
- Menção honrosa do Liceu de Artes e Ofícios, expo-liceu 140, Recife PE (1976)
- prêmio pintura ii Salão Nacional de Arte Universitária (1977)
- 1º prêmio pintura a natalina, Museu de Arte Contemporânea, Olinda PE (1978)
- 1º prêmio em litografia Salão de Arte Universidade, João Pessoa PB (1979)
- Prêmio de aquisição, xxxv Salão do Estado de Pernambuco, Recife PE (1981)
- Prêmio litografia, iv mostra anual da gravura, Curitiba PR (1982)
- Prêmio joão de deus sepúlveda, xxxv Salão de Estado de Pernambuco, Recife PE (1982)
- Prêmio artista mais promissor de Pernambuco, xxxv Salão do Estado de Pernambuco, Recife PE (1982)[9]
- Toma posse na Academia de Letras e Artes do Nordeste (2010)[2]
- Pré-selecionado para o BP National Portrait Award (2020) no Reino Unido.[5]